# Megaraptora

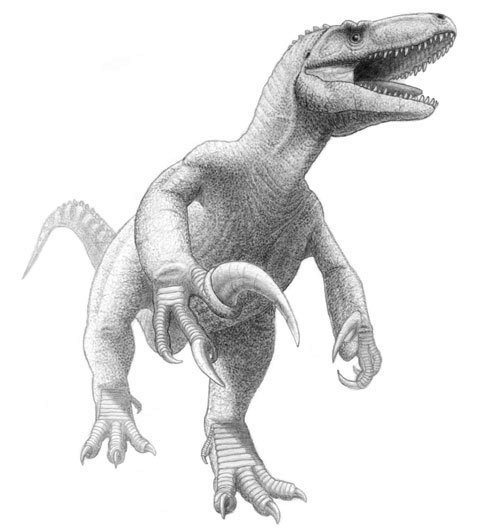
De megaraptoor Megaraptor toont een vergrote handklauw

De Megaraptora zijn een groep vleesetende theropode dinosauriërs behorend tot de Allosauroidea.
In 2009 werd het door een kladistische analyse door Roger Benson e.a. duidelijk dat de Carcharodontosauridae sensu Holtz te verdelen waren in twee takken. Men besloot de groep te herdefiniëren en te splitsen. De ene tak omvatte de soorten die meer traditioneel tot de Carcharodontosauridae werden gerekend en behield daarvan de naam, de andere tak bestond uit Neovenator en enkele verwante soorten en werd in 2009 de Neovenatoridae gedoopt.  Deze klade Neovenatoridae bleek daarbij, behalve basalere soorten als Neovenator zelf, ook een deelgroep van afgeleidere vormen te bevatten. Deze klade werd benoemd als de Megaraptora. De Megaraptora werden daarbij gedefinieerd als: de groep bestaande uit Megaraptor namunhuaiquii en alle soorten nauwer verwant aan Megaraptor dan aan Chilantaisaurus tashuikouensis, Neovenator salerii, Carcharodontosaurus saharicus of Allosaurus fragilis.
Behalve Megaraptor zelf zijn andere mogelijke megaraptoren: Aerosteon ricocoloradensis, Australovenator wintonensis, Fukuiraptor kitadanensis en Orkoraptor burkei.
De Megaraptora onderscheiden zich door de evolutie van langere armen met een vermoedelijk grijpende functie bij de jacht. Vooral de derde middenhandsbeenderen zijn verlengd en de vingers dragen vergrote klauwen. Dit is een synapomorfie, een gedeeld nieuw kenmerk, van de groep. Andere mogelijke synapomorfieën zijn: langere achterpoten en gepneumatiseerde, met luchtholten die in verbinding staan met de luchtzakken gevulde, staartwervels. Sommige vormen tonen daarbij nog verdere pneumatisering; Benson e.a. menen dat deze Megaraptora in Australië en Zuid-Amerika dezelfde niche van snelle predatoren opvulden als op andere continenten de Coelurosauria.
De Megaraptora ontstonden vermoedelijk al in het Aptien, ongeveer 115 miljoen jaar geleden. Wellicht stierven ze in Zuid-Amerika pas aan het eind van het Krijt uit, als de langst overlevende Allosauroidea.